# Deep Space Network

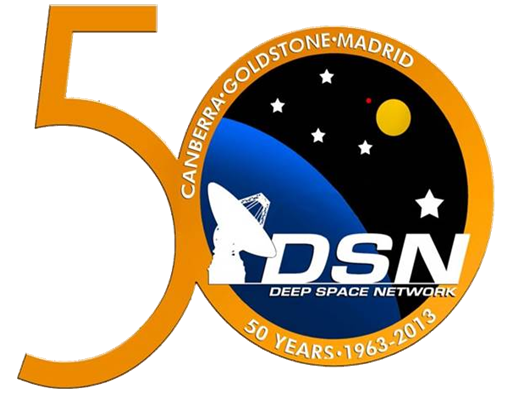
Insygnia upamiętniające 50-lecie funkcjonowania Deep Space Network (1963–2013)

Deep Space Network (DSN) – nadawczo-odbiorcza globalna sieć dużych anten zarządzana przez Jet Propulsion Laboratory. Anteny te pozwalają na nawiązanie łączności pomiędzy Ziemią a flotą bezzałogowych sond kosmicznych eksplorujących Układ Słoneczny. Służą one także do radioastronomii. Jest to sieć przekaźników zlokalizowanych na terenie Hiszpanii, Kalifornii oraz Australii. Rozmieszczenie urządzeń właśnie w tych miejscach umożliwia niezakłóconą ruchem Ziemi komunikację z kosmicznymi pojazdami. DSN dzięki temu jest uznawana za najbardziej czuły system telekomunikacyjny na naszej planecie.

## Główne lokalizacje
Obecnie na amerykański DSN składają się następujące kompleksy anten:
- Goldstone Deep Space Communications Complex – w pobliżu Barstow, Kalifornia, USA
- Madrid Deep Space Communication Complex – Madryt, Hiszpania
- Canberra Deep Space Communications Complex – Canberra, Australia